# Xiajiahe (ort i Kina, Liaoning Sheng, lat 41,38, long 124,43)
Xiajiahe är en ort i Kina. Den ligger i provinsen Liaoning, i den nordöstra delen av landet, omkring 98 kilometer sydost om provinshuvudstaden Shenyang. Antalet invånare är 7 815. Befolkningen består av 3 759 kvinnor och 4 056 män. Barn under 15 år utgör 13,0 %, vuxna 15-64 år 77 %, och äldre över 65 år 9,0 %.
Runt Xiajiahe är det ganska tätbefolkat, med 83 invånare per kvadratkilometer. Närmaste större samhälle är Jianchang, 14,8 km söder om Xiajiahe. Trakten runt Xiajiahe består till största delen av jordbruksmark.
Genomsnittlig årsnederbörd är 1 193 millimeter. Den regnigaste månaden är juli, med i genomsnitt 316 mm nederbörd, och den torraste är januari, med 11 mm nederbörd.